# Pinnatella kuehliana
Pinnatella kuehliana är en bladmossart som beskrevs av Fleischer 1906. Pinnatella kuehliana ingår i släktet Pinnatella och familjen Neckeraceae. Inga underarter finns listade i Catalogue of Life.